# Müller-Lyer-illúzió

A Müller-Lyer optikai csalódás nyilakkal. Az ábra alsó és felső részén is a nyilak egyforma hosszúak, az ábra alsó része ezt demonstrálja is.

A Müller-Lyer-illúzió egyike a geometriai optikai csalódásoknak, amely Franz Müller-Lyer nevéhez köthető. Két változata ismert:
- Egyik esetben a szemlélőnek két egyenlő hosszúságú szakaszt mutatnak. Mindkét szakasz mindkét végét nyílhegyek zárják le, de az egyik esetben a nyílhegyek kifelé, másik esetben befelé mutatnak. A szemlélők az első szakaszt szinte mindig rövidebbnek látják, mint a másodikat.
- A másik változata az, amikor egy adott szakasz egyik vége kifelé, a másik befelé mutató nyílhegyben végződik. Ha megkérünk valakit, tippelje meg a szakasz közepét, rendszerint tévesen teszi ezt meg, és a befelé mutató nyílhegy felől kevesebb helyet hagy, mint a másik oldalon.

## Magyarázatok
A centroid magyarázat szerint[forrás?] , az illúzió pusztán a nyilak meglétéből származik, tehát a befelé mutató nyílban végződő szakasz egészében nagyobb, mint a kifelé mutatóban végződő. E szerint az elgondolás szerint a szakasz „kiterjeszti” magát a nyilak mentén, és ezért látszik hosszabbnak.
A perspektivikus magyarázat szerint[forrás?] agyunk vizuális rendszerének térbeliséggel kapcsolatos előfeltevését teszi felelőssé, és rokonságban áll a nagyságkonstancia jelenségével. 

A Müller-Lyer-hatás, amikor nem csupán illúzió

El tudjuk képzelni, hogy ezek a szakaszok térbeli testek, vagy esetleg épületek élei. Ebben az esetben a „kifele-nyilas” szakasz egy ház külső, felénk eső sarka, és a nyílhegyek  által meghatározott szakaszok pedig a tőlünk a távolba tartó élek.
Ezzel szemben, a második esetben a „befelé-nyilas” szakasz egy szobabelső sarka lehetne, ahol a nyílhegyek az összefutó élek. Ebből kifolyólag a második esetet távolabbinak észleljük, mint az elsőt. 
A két retinális kép ugyan egyenlő nagyságú, de észlelőrendszerünk olyan információkat kap, melyekből arra következtet, hogy az egyik vonal tőlünk távolabb helyezkedik el. Ha viszont két tárgy közül az egyik távolabb helyezkedik el, és retinális képük mégis ugyanakkora, ebből arra következtetünk, hogy a valóságban a távolabbi nagyobb. Ez a következtetés nem tudatosul bennünk, a vonalat egyszerűen hosszabbnak észleljük.